# Giro di Calabria
Der Giro di Calabria war ein italienischer Wettbewerb im Straßenradsport, der als Etappenrennen veranstaltet wurde.

## Geschichte
1988 wurde das Rennen als Wettbewerb für Berufsfahrer begründet und bis 1998 ausgetragen. Dieses Rennen ist nicht mit dem Giro della Provincia di Reggio Calabria zu verwechseln.
Der Giro di Calabria hatte 8 Ausgaben und fand in der Region Kalabrien in Süditalien statt. Das Rennen hatte zwei bis drei Etappen.

## Sieger
- 1988  Gianni Bugno
- 1989  Alberto Volpi
- 1990  Guido Winterberg
- 1991  Paolo Botarelli
- 1992  Marco Saligari
- 1993–1994 nicht ausgetragen
- 1995  Stefano Colage
- 1996  Gabriele Colombo
- 1997 nicht ausgetragen
- 1998  Rodolfo Massi